# آتسوهیرو میورا
آتسوهیرو میورا (به انگلیسی: Atsuhiro Miura) بازیکن فوتبال اهل ژاپن و عضو تیم ملی فوتبال ژاپن است که در تاریخ ۰۶ ژوئن ۱۹۹۹ میلادی اولین بازی ملی‌اش را انجام داد. او در ۲۵ بازی ملی حضور داشت و آخرین بازی ملی خود را در تاریخ ۲۲ مه ۲۰۰۵ میلادی انجام داد. آتسوهیرو میورا در بازی‌های ملی‌اش
۱ گل به ثمر رساند.